# Hesselner Berge
Das Naturschutzgebiet Hesselner Berge liegt mit einer Größe von 32,81 ha aufgeteilt auf zwei Flächen im nördlichen Gebiet der Stadt Halle (Westf.). Es wird mit der Nummer GT-042 geführt und insbesondere zum Erhalt wildlebender Tier- und Pflanzenarten ausgewiesen.
Zwischen den Flächen befindet sich ein geschützter paläontologischer Aufschluss im noch aktiven Steinbruch. Hier stehen Turonschichten  in chaotischer Lagerung an, in denen Riesenammoniten gefunden wurden. Einige dieser Ammoniten sind im Heimathaus in Borgholzhausen zu besichtigen.

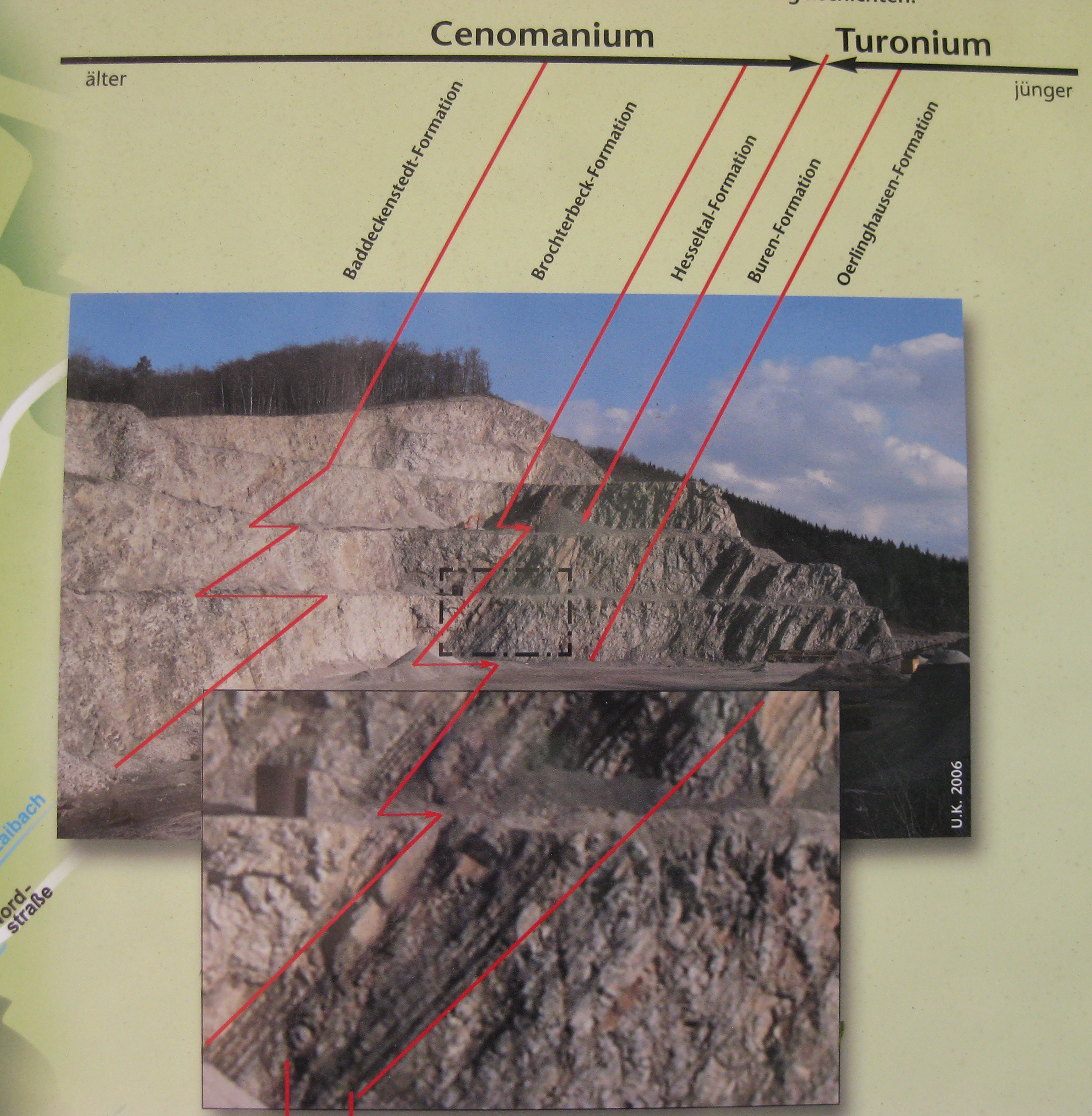
Schema des paläontologischen Aufschlusses